# У Вэйжэнь
У Вэйжэнь (кит. упр. 吳偉仁, пиньинь Wú Wěirén, род. в октябре 1953, в уезде Пинчан городского округа Бачжун провинции Сычуань) — генеральный конструктор Лунной программы Китая. Академик Китайской инженерной академии, член Международной академии астронавтики. Спланировал и спроектировал множество уникальных реализовавшихся решений китайской лунной программы.

## Биография
В 1975 году У, для осуществления своей мечты о космосе, бросил работу на руководящей должности и поступил в Научно-технический университет Китая, который окончил в 1978-м; далее обучение в различных высших учебных заведениях продолжал до 1994 года, перемежая его с работой в аэрокосмической отрасли. С 1994 года занимает различные руководящие должности в аэрокосмической промышленности Китая. В 2010 году стал генеральным конструктором Китайской лунной программы, сменив на этой должности Сунь Цзядуна. 

### Лунная программа Китая
Под руководством У Вэйжэня Китай вывел на окололунную орбиту АМС «Чанъэ-2», выполнил в 2013 году первую мягкую посадку на Луну (после 37-летнего перерыва в мире) станции «Чанъэ-3». У внёс решающий вклад в миссию «Чанъэ-4»: предложил и спроектировал общие решения первой в мире программы исследований обратной стороны Луны («Чанъэ-4») с первым в мире ретранслятором, работающим в точке Лагранжа L2 системы Земля—Луна («Цюэцяо»), руководил работой на обратной стороне Луны лунохода «Юйту-2». Его дальнейшие проекты включают исследование Южного полюса Луны («Чанъэ-6», «Чанъэ-7», «Чанъэ-8») с прицелом на запуск пилотируемых миссий и построение в этом регионе к 2030 году внеземного форпоста. Поскольку в 2021 году Китай принял решение строить Международную научную лунную станцию совместно с Россией, с возможностью присоединения к проекту и других участников, вполне возможно, У станет одной из главных фигур этого международного проекта.
В 2022 году У Вэйжэнь рассказал о планах размещения на Луне системы защиты от астероидов: на полюсах спутника намечено разместить два оптических телескопа, которые будут наблюдать за приближением потенциально опасных объектов, а на орбите Луны — три спутника-перехватчика с кинетическим оружием. Система создаст в плоскости эклиптики круг безопасности диаметром в 800 000 км. Заодно, эта система поможет повысить точность навигационной системы КНР «Бэйдоу».

## Признание
В честь У Вэйжэня назван астероид (281880) Wuweiren. У удостоен множества наград в области космонавтики. Опубликовал более 70 статей и 11 академических монографий; имеет 15 патентов.